# フジニュースネットワーク

FNNの正式なロゴ（1966年 - ）
後述の新ロゴマークが登場した後も2021年一杯は日曜朝及びレギュラー番組休止分の「FNNニュース」ではこのロゴが使われた。2023年4月以降もニュース速報や一部の番組、系列局などで使用されている。

FNN2代目ロゴマーク。2018年4月の報道統一ブランド「プライムオンライン」導入に伴い導入された。フジテレビの各種番組や「FNNプライムオンライン」のロゴとして使用されている。2020年代には、FNNニュースのオープニング等でも使用されている。

フジニュースネットワーク（英: Fuji News Network、略称：FNN）は、日本のニュースネットワークである。フジネットワーク（FNS）系列全28局の報道部門が構成する。フジネットワーク（FNS）とともにフジテレビ系列の番組供給ネットワークである。
フジテレビジョン（フジテレビ）をキー局とし、事務局はフジテレビ報道局内に存在する。フジネットワーク（FNS）発足以前の1966年10月に結成された。
総合ニュースサイト『FNNプライムオンライン』を運営しており、YouTubeをはじめとする各種プラットフォームにて、積極的にニュースを配信している。

## 概説
フジテレビ開局前年の1958年7月、共同通信社やフジテレビ、日本教育テレビ（NETテレビ、現：テレビ朝日）、中部日本新聞社などブロック紙、地方紙、地方民放局などの出資により「株式会社共同テレビジョンニュース」が設立された。設立時の計画では、同社が「共同テレニュース」を制作し、出資各社で放送されることが予定されていた。ところが直後にNETテレビが離脱し、共同テレニュース社は事実上のフジテレビ系列専属となった。1960年、共同通信社などが資本を引き揚げ、名実ともにフジテレビの子会社となった。

フジテレビのネットワーク拡大戦略の一環として、フジテレビ系列各社はネットワークニュースの共同制作を開始する。1966年10月3日、フジテレビ、仙台放送、東海テレビ、関西テレビ、テレビ西日本の5社により「フジニュースネットワーク（FNN）」が結成された。1967年9月、共同テレビニュース社の報道部門がフジテレビ報道局に完全移管され、以降同社はフジサンケイグループの番組制作会社となり、1970年3月には「株式会社共同テレビジョン」へ商号変更した。

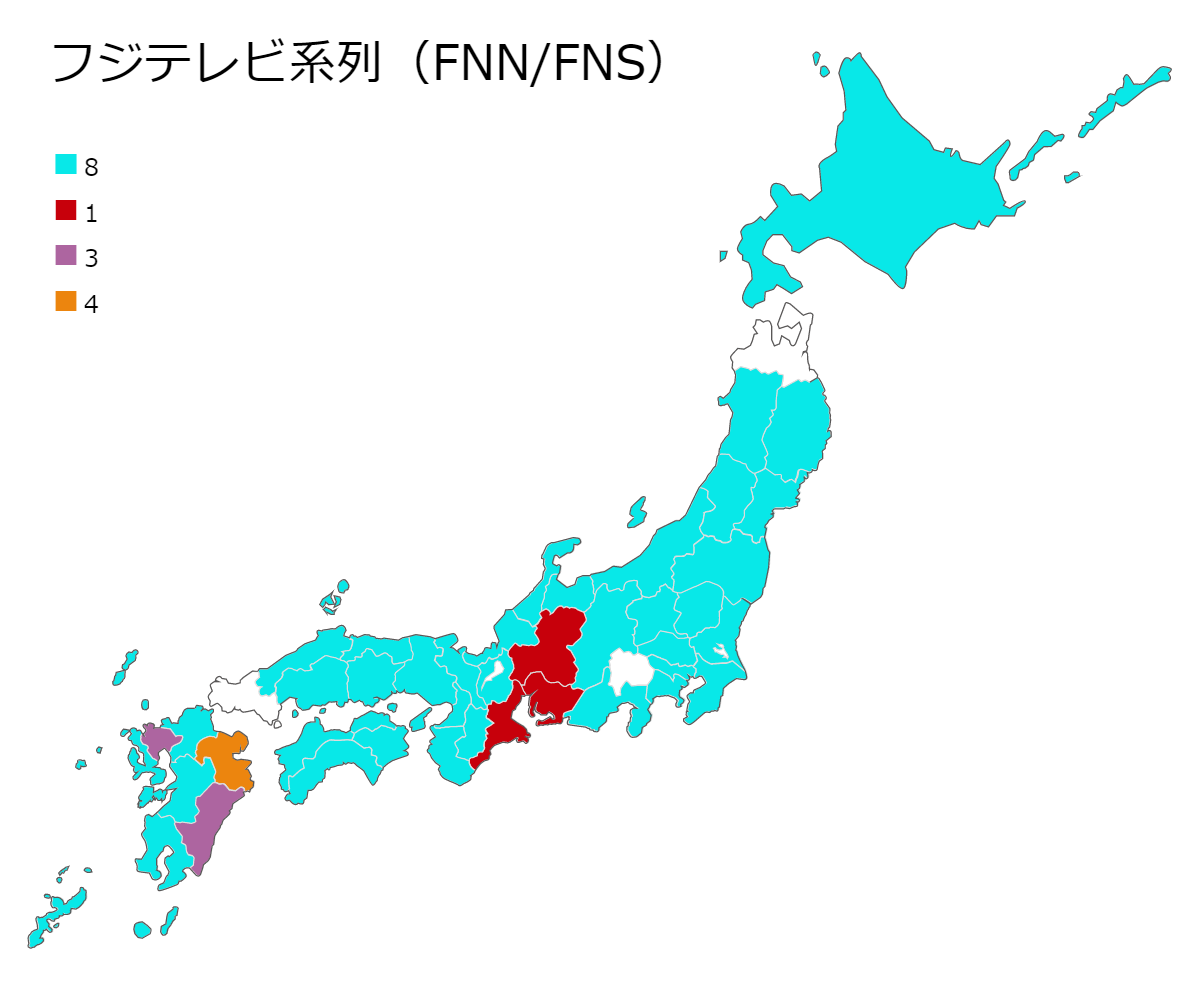
FNN系列のリモコンキーID地図 水色■：8 赤■：1 紫■：3 橙■：4 白■：なし

FNNは、FNS全28社（フルネット局26社、クロスネット局2社（テレビ大分、テレビ宮崎）の報道部門で構成され、事務局はフジテレビの報道局内にある。山口県、青森県などのフジテレビ系列局が存在しない県については、隣接県の局がカバーする。系列局数はNNN（日本テレビ系列）、JNN（TBS系列）についで3番目に多く、全ての系列局がテレビ単営局となっている。FNN系列局の多くがフジ・メディア・ホールディングスの連結子会社もしくは関連会社となっている。
また、系列28局はすべて、ACジャパン（旧・公共広告機構）の正会員企業の一つであり、28社含む計1000社以上の民間企業・団体が所持する資源を少々出し、広告としてテレビのコマーシャルメッセージなどを通じて同団体の公共広告を放映・展開している。
1990年から2005年までの15年間、配信元の系列局名の表記テロップを出していた。なお情報番組では制作協力扱いとなっている。
地上デジタル放送のリモコンキーIDは、東海テレビ・サガテレビ・クロスネット2局を除き、各局「8」で統一されている。東京キー局のフジテレビ、大阪準キー局の関西テレビがともにアナログ親局8chであることに由来する。また、沖縄テレビのアナログ親局も8chである。なお、リモコンキーIDに「8」を使用しない局のうち、「1」の東海テレビのみアナログ親局のチャンネル番号を引き継いだ。
ロゴマークの書体は記事の冒頭に掲載されている斜字風の「FNN」で定まっている反面色は他系列と違って正式には定まっていない。2023年4月時点では灰色（「FNN」）、または水色（「FNN」）で表示されていることが多く見られる。2023年4月現在では黒色と全色で表示されている（「FNN」）。

## FNNプライムオンライン
FNNプライムオンライン（英: FNN PRIME ONLINE）は、フジニュースネットワーク（FNN）が運営する総合ニュースサイト。フジテレビジョンが運営受託している。

### 沿革
2018年4月、フジテレビは「プライムニュース」を報道ニュース番組の統一ブランドとした。これに合わせてFNN運営（フジテレビが運営受託）の「FNN-News.com」（http://www.fnn-news.com/）、フジテレビ単独運営の「ホウドウキョク」（https://www.houdoukyoku.jp/）が統合され、新たに「FNN.jpプライムオンライン」がローンチした。
2019年4月1日、フジテレビが報道ニュース番組の統一ブランドを「Live News」に改めた際、名称が「FNN.jpプライムオンライン」から「FNNプライムオンライン」に、ロゴが「FNN PRIME online」から「FNNプライムオンライン」にそれぞれ変更された。2019年6月、月間4,000万PVを突破した。
2021年8月、歴代最高アクセス数を記録し、月間1億PVを突破。月間1億4,500万PV、ユーザー数は月間4,142万UUとなった。
2024年1月に発表された「2023年YouTubeチャンネル総再生数ランキング（通常動画）」にて、YouTubeチャンネル「FNNプライムオンライン」が堂々たる1位を獲得した。年間6億6,354万回再生を記録し、「東海オンエア」（2位）、「THE FIRST TAKE」（5位）、「Snow Man」（8位）といった名だたるエンタメ系チャンネルを大きく引き離した。

## 系列局

### 現在の系列局
この表は、地域や都道府県の配列に際し、日本民間放送連盟公式サイト「会員社」ページ の表記に準じて記載している（一部に例外あり）。
- ○ - 関連会社・子会社にラジオ局を持つ局
- ■ - 自社サイトでのニュースの動画配信実施局
- △ - 外部サイト（FNNプライムオンライン・Yahoo!ニュース[12]・YouTubeなど）でのニュースの動画配信実施局
- ◆ - 第三セクター局
- ※ - ワンセグ放送でロゴ（チャンネルロゴ表示）を表示しない局[注釈 10]

| エリア     | 略称 / ID | 社名                     | 開局日         | FNN加盟日           | 備考 | 記号 |
| ---------- | --------- | ------------------------ | -------------- | ------------------- | --- | ---- |
| 北海道     | UHB 8     | 北海道文化放送           | 1972年4月1日   | 1972年4月1日        | 基幹局 | ○■△  |
| 青森県     | なし      | なし                     | なし           | なし                | フジテレビ青森支局・岩手めんこいテレビ八戸支局が取材を担当。 |      |
| 岩手県     | mit 8     | 岩手めんこいテレビ       | 1991年4月1日   | 1991年4月1日        | 青森県八戸市に八戸支社がある。 | ■△   |
| 宮城県     | OX 8      | 仙台放送                 | 1962年10月1日  | 1966年10月3日発足時 | 基幹局。 岩手めんこいテレビ開局までは岩手県、1971年10月1日から1983年3月31日までは福島県も取材対象地域だった。 | ■△※  |
| 秋田県     | AKT 8     | 秋田テレビ               | 1969年10月1日  | 1969年10月1日       | [ 注釈 15 ] | ■△   |
| 山形県     | SAY 8     | さくらんぼテレビジョン   | 1997年4月1日   | 1997年4月1日        | [ 注釈 16 ] | ■△   |
| 福島県     | FTV 8     | 福島テレビ               | 1963年4月1日   | 1983年4月1日        | [ 注釈 17 ] | ■△◆  |
| 関東広域圏 | CX 8      | フジテレビジョン         | 1959年3月1日   | 1966年10月3日発足時 | キー局、基幹局。災害などの緊急時によるブラックアウト発生時にはフジテレビ新宿支局が取材、関西テレビが臨時の緊急放送を担当することがある。 | ○■△※ |
| 山梨県     | なし      | なし                     | なし           | なし                | フジテレビ甲府支局が取材を担当。 |      |
| 新潟県     | NST 8     | NST新潟総合テレビ        | 1968年12月16日 | 1968年12月16日      | [ 注釈 23 ] | ■△   |
| 長野県     | NBS 8     | 長野放送                 | 1969年4月1日   | 1969年4月1日        | | ■△   |
| 静岡県     | SUT 8     | テレビ静岡               | 1968年11月1日  | 1968年11月1日       | 基幹局 | ■△   |
| 富山県     | BBT 8     | 富山テレビ放送           | 1969年4月1日   | 1969年4月1日        | 旧略称：T34（1993年12月31日まで） | ■△   |
| 石川県     | ITC 8     | 石川テレビ放送           | 1969年4月1日   | 1969年4月1日        | | ■△   |
| 福井県     | ftb 8     | 福井テレビジョン放送     | 1969年10月1日  | 1969年10月1日       | | ■△   |
| 中京広域圏 | THK 1     | 東海テレビ放送           | 1958年12月25日 | 1966年10月3日発足時 | 基幹局 | ○■△  |
| 近畿広域圏 | KTV 8     | 関西テレビ放送           | 1958年11月22日 | 1966年10月3日発足時 | 準キー局、基幹局。愛称：カンテレ。大災害等によりフジテレビが機能不能となった場合、当局を発局とした上で全国ネットや関東ローカル向けの放送を行うことがある。詳細は後述を参照。2007年4月、「発掘!あるある大事典II」の捏造（ねつぞう）事件で民放連から除名処分を受けた（2008年10月に復帰）。 | ■△   |
| 島根県     | TSK 8     | 山陰中央テレビジョン放送 | 1970年4月1日   | 1970年4月1日        | 1972年3月31日まで社名は島根放送株式会社。1972年9月22日より現在の山陰2県広域放送体制となる（それ以前までは島根のみが対象だった）。 | △    |
| 鳥取県     | TSK 8     | 山陰中央テレビジョン放送 | 1970年4月1日   | 1970年4月1日        | 1972年3月31日まで社名は島根放送株式会社。1972年9月22日より現在の山陰2県広域放送体制となる（それ以前までは島根のみが対象だった）。 | △    |
| 岡山県     | OHK 8     | 岡山放送                 | 1969年4月1日   | 1969年4月1日        | [ 注釈 25 ] | ■△   |
| 香川県     | OHK 8     | 岡山放送                 | 1969年4月1日   | 1969年4月1日        | [ 注釈 25 ] | ■△   |
| 広島県     | TSS 8     | テレビ新広島             | 1975年10月1日  | 1975年10月1日       | 基幹局 | ■△   |
| 山口県     | なし      | なし                     | なし           | なし                | テレビ西日本が大半の地域の取材を担当（広島県に隣接の岩国市や和木町は、テレビ新広島が担当）。 |      |
| 徳島県     | なし      | なし                     | なし           | なし                | 関西テレビ放送徳島支局が取材を担当。 |      |
| 愛媛県     | EBC 8     | テレビ愛媛               | 1969年12月10日 | 1969年12月10日      | | △    |
| 高知県     | KSS 8     | 高知さんさんテレビ       | 1997年4月1日   | 1997年4月1日        | [ 注釈 27 ] | ■△※  |
| 福岡県     | TNC 8     | テレビ西日本             | 1958年8月28日  | 1966年10月3日発足時 | 基幹局 | ■△◆  |
| 佐賀県     | STS 3     | サガテレビ               | 1969年4月1日   | 1969年4月1日        | [ 注釈 29 ] | ■△◆※ |
| 長崎県     | KTN 8     | テレビ長崎               | 1969年4月1日   | 1969年4月1日        | [ 注釈 30 ] | ■△   |
| 熊本県     | TKU 8     | テレビ熊本               | 1969年4月1日   | 1969年4月1日        | [ 注釈 32 ] | ■△※  |
| 大分県     | TOS 4     | テレビ大分               | 1970年4月1日   | 1970年4月1日        | NNN/NNSとのクロスネット局。 | ■△   |
| 宮崎県     | UMK 3     | テレビ宮崎               | 1970年4月1日   | 1973年1月26日       | NNN・ANNとのクロスネット局。 | ■△   |
| 鹿児島県   | KTS 8     | 鹿児島テレビ放送         | 1969年4月1日   | 1969年4月1日        | [ 注釈 37 ] | ■△   |
| 沖縄県     | OTV 8     | 沖縄テレビ放送           | 1959年11月1日  | 1972年5月15日       | NNN/NNSとの提携関係あり。 | ■△   |

### 過去の系列局
●印は加盟当時メインネットであった。
| エリア | 略称 | 社名            | FNN加盟期間                       | 備考（脱退の理由など） | 現在の所属系列 |
| ------ | ---- | --------------- | --------------------------------- | --- | -------------- |
| 山形県 | YTS  | 山形テレビ●     | 1970年4月1日開局 - 1993年3月31日  | 経営難の影響とクロスネット編成解消の意向に伴い、ANN系列にネットチェンジ。                                                                    | ANN            |
| 福島県 | FCT  | 福島中央テレビ● | 1970年4月1日開局 - 1971年9月30日  | 新聞資本の意向による ネット整理のため、福島テレビに譲る形で脱退。ただし、『FNNニュース最終版』のみ1972年3月31日まで番組としての放送を継続 。 | NNN/NNS        |
| 広島県 | HTV  | 広島テレビ放送  | 1966年10月3日発足 - 1975年9月30日 | テレビ新広島開局に伴い脱退。 | NNN/NNS        |

以下の各局は認定放送持株会社移行により系列局が新社に変更となったものであり、系列を脱退したわけではない。
- フジテレビジョン（1966年10月3日発足 - 2008年9月30日、（新）フジテレビジョンに移行）

### 加盟構想のあった放送局
加盟の意思があった、または加盟を打診されたものの、結局加盟しなかった主な局。
| 放送対象地域 | 略称 | 社名             | 備考（加盟しなかった理由など） | 現在の所属系列 |
| ------------ | ---- | ---------------- | --- | -------------- |
| 北海道       | HTB  | 北海道テレビ放送 | 加盟が有力視されていたが、当時FNSクロスネットの札幌テレビ放送（STV）の反発や、NETテレビ（現・テレビ朝日）の強いバックアップ、そして北海道第4局の割り当ても確定していたためFNNには加盟せず。                             | ANN            |
| 青森県       | ATV  | 青森テレビ       | 開局準備期間にフジテレビと協定を結ぶが、開局直前にテレビ朝日（ANN）/TBS（JNN）系列主体に変更。 | JNN            |
| 青森県       | ABA  | 青森朝日放送     | 周波数割り当て時はフジテレビ系列が候補として挙げられていたが、1991年10月1日にANNフルネット局で開局。 | ANN            |
| 山梨県       | UTY  | テレビ山梨       | 開局準備期間にフジテレビと協定を結ぶが、開局直前にTBS（JNN）系列主体に変更。 | JNN            |
| 山口県       | KRY  | 山口放送         | テレビ山口のフジテレビ系列を脱退に合わせてFNN加盟を打診された事があった。 | NNN/NNS        |
| 山口県       | tys  | テレビ山口       | 開局以来FNN加盟を要請されていた（FNSには加盟）が、JNNニュース協定との兼ね合いからFNN加盟を拒否。1987年3月の最終的な申し入れを拒否したことから1987年10月の時点で事実上のFNS脱退（テレビ山口#フジテレビ系列離脱を参照）。 | JNN            |
| 高知県       | KUTV | テレビ高知       | 開局準備期間にフジテレビと協定を結ぶが、開局直前にTBS（JNN）系列主体に変更。 | JNN            |

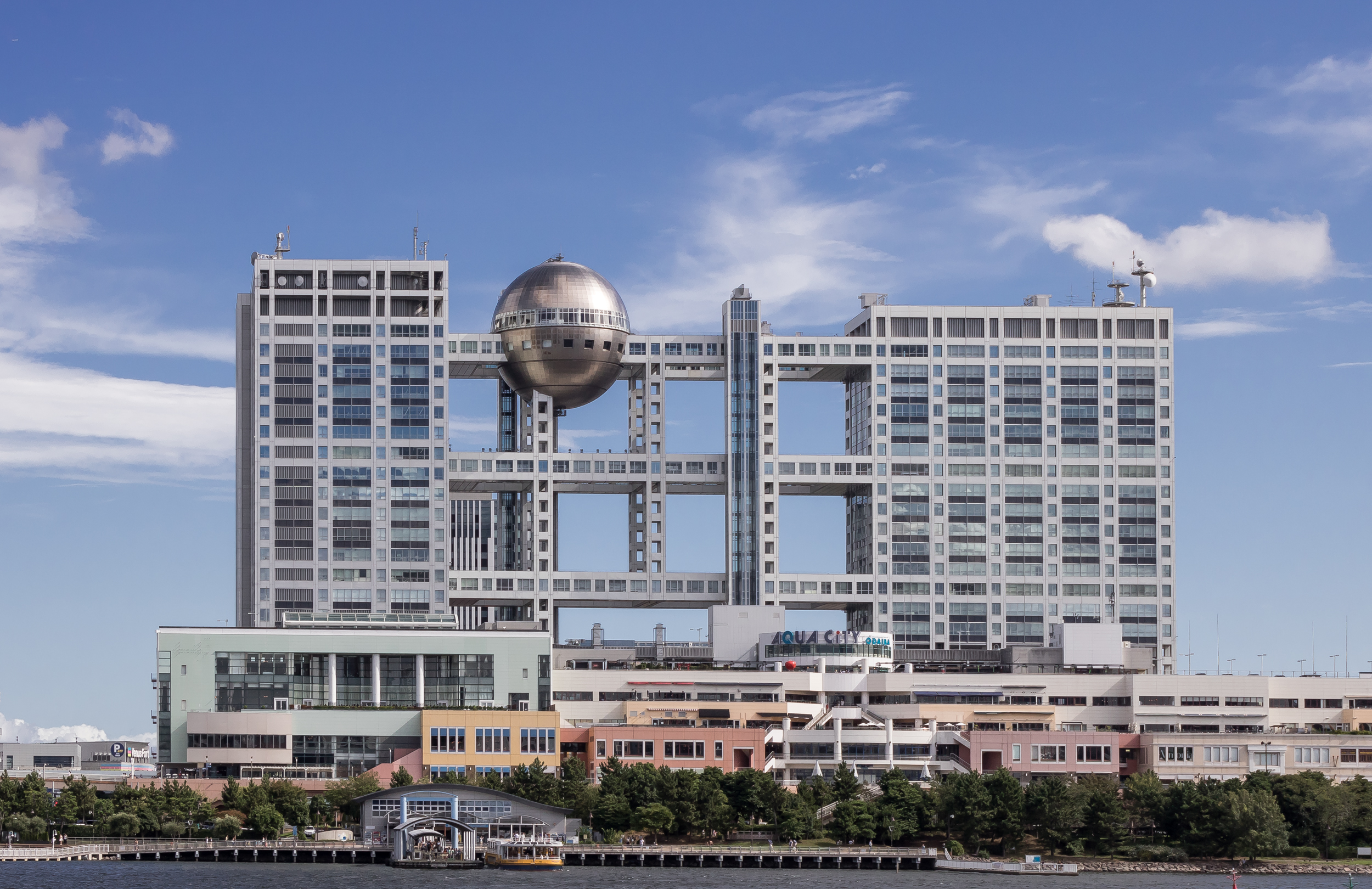
FNNの在京キー局：フジテレビジョン（東京都港区台場2丁目、FCGビル）
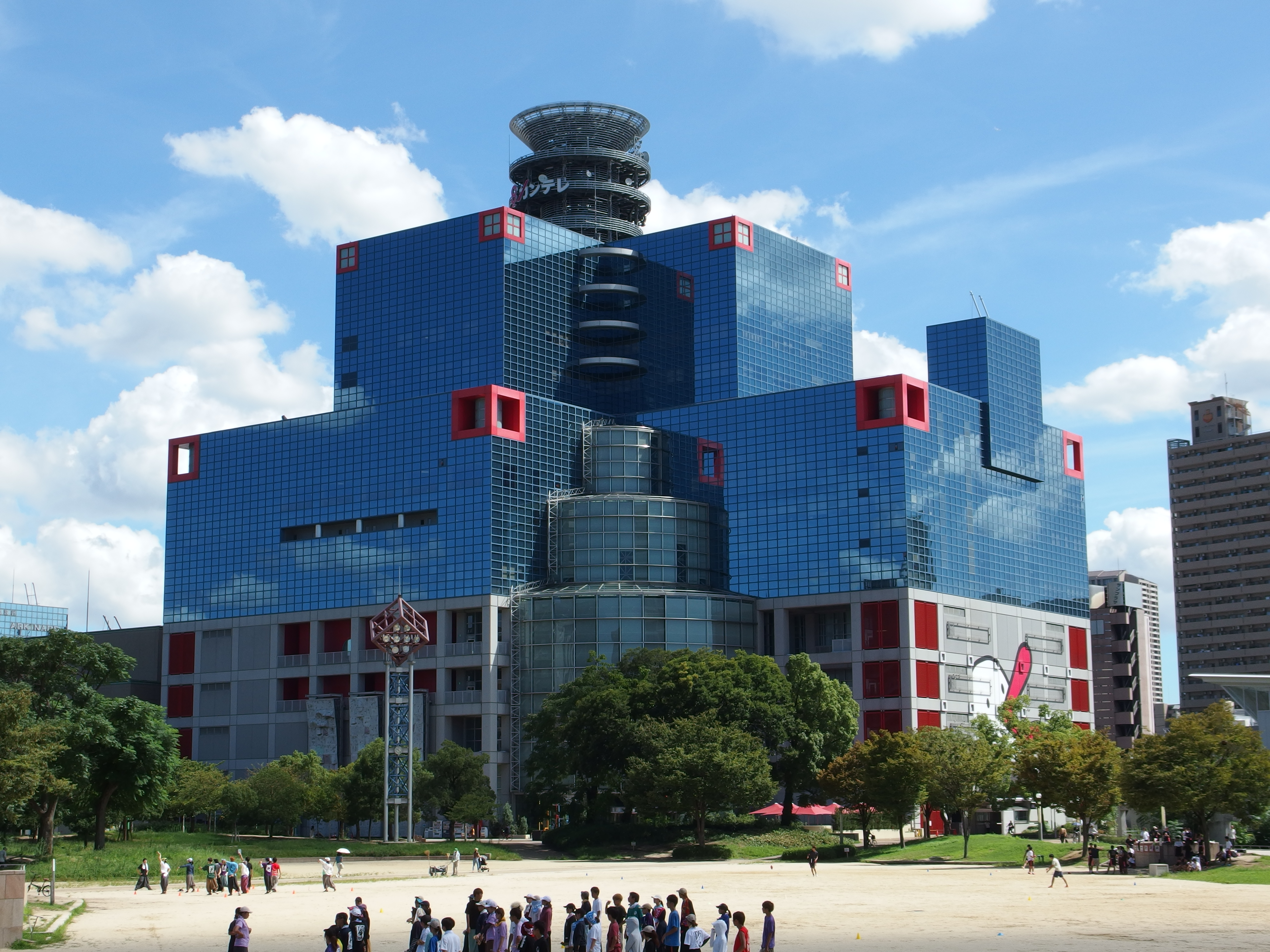
FNNの在阪準キー局：関西テレビ放送（大阪府大阪市北区扇町、扇町キッズパーク）
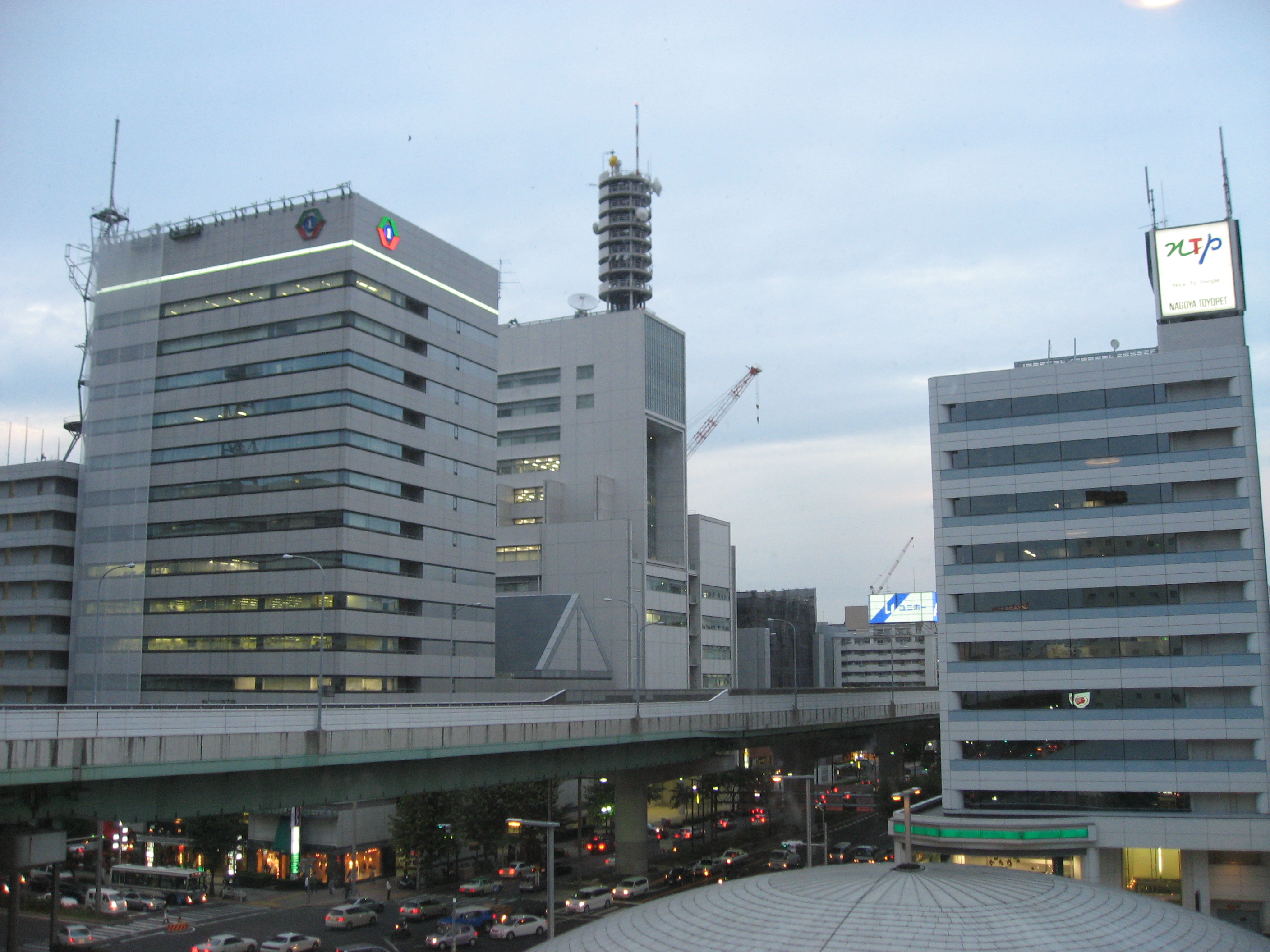
FNNの在名基幹局：東海テレビ放送（愛知県名古屋市東区東桜）
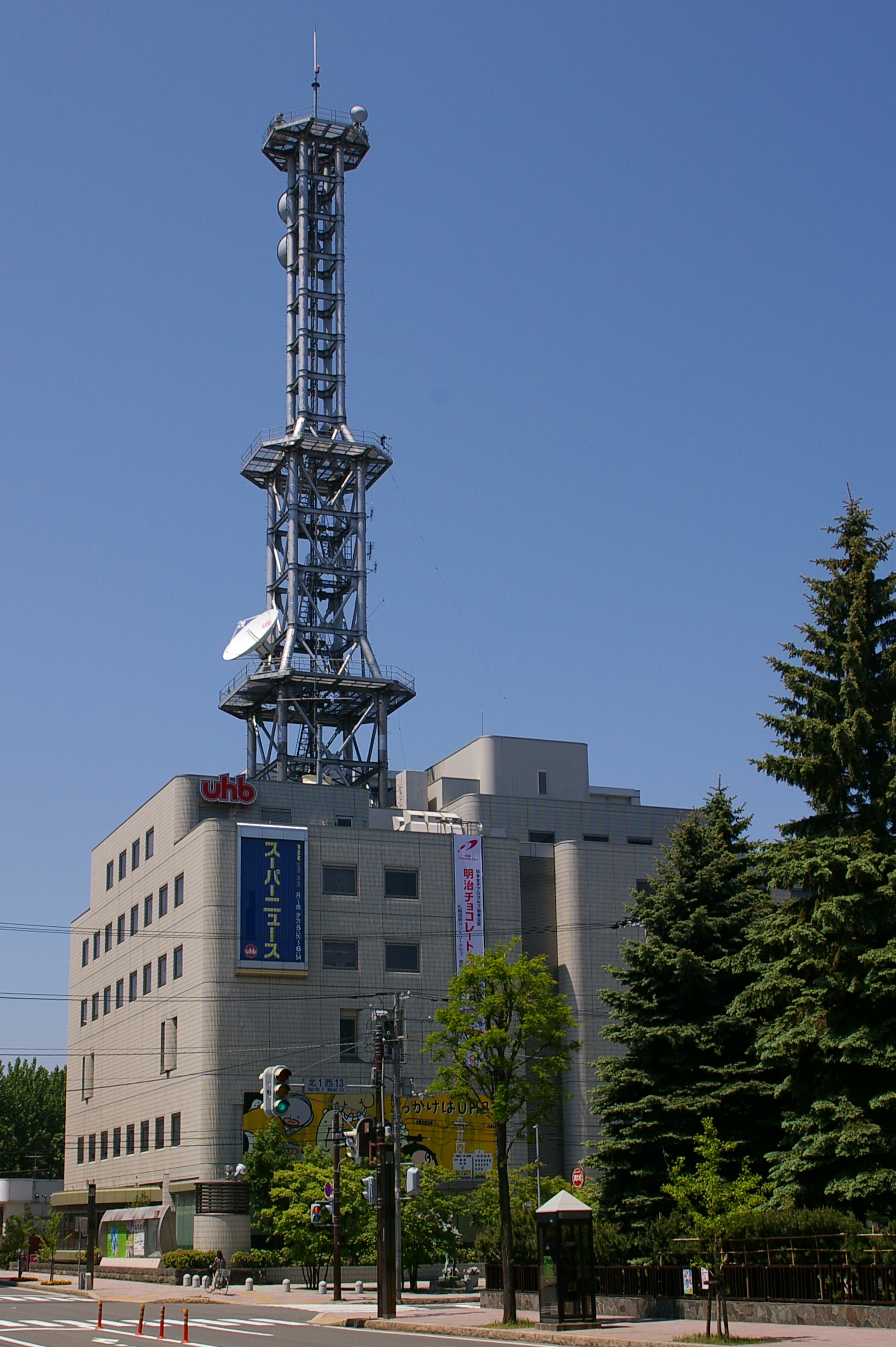
FNNの在札基幹局：北海道文化放送（北海道札幌市中央区北1条西）
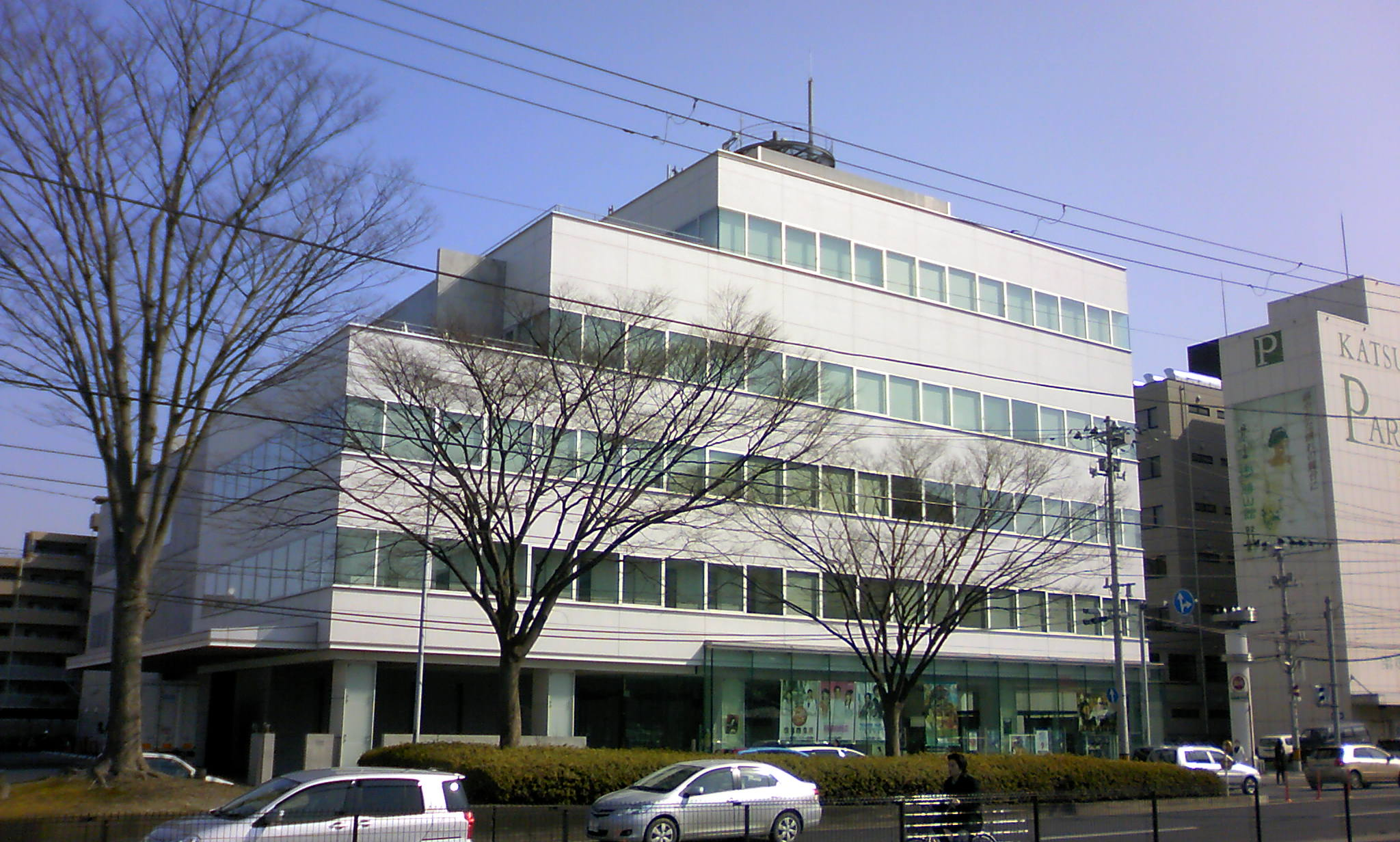
FNNの在仙基幹局：仙台放送（宮城県仙台市青葉区上杉）
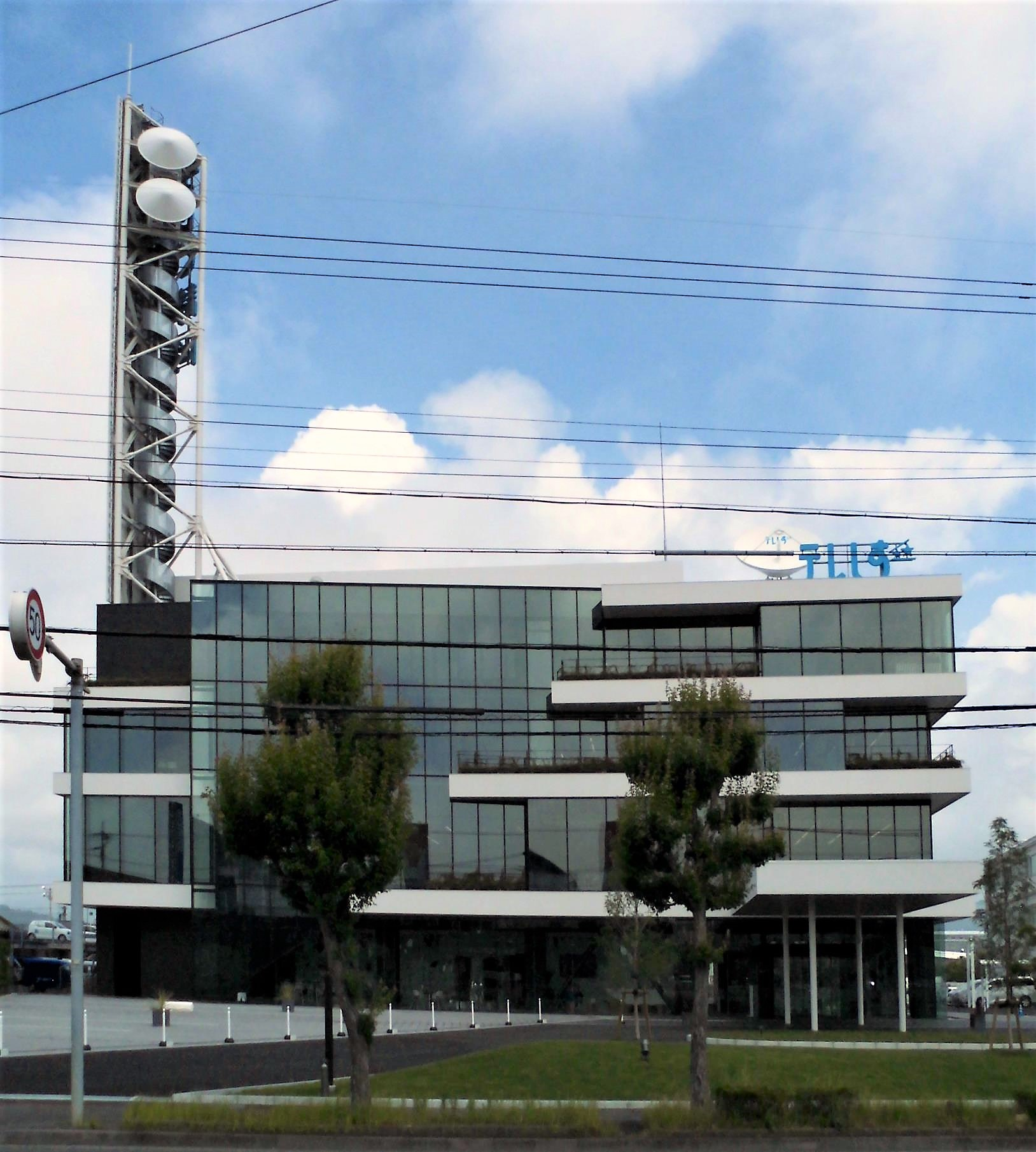
FNNの在静基幹局：テレビ静岡（静岡県静岡市駿河区栗原）
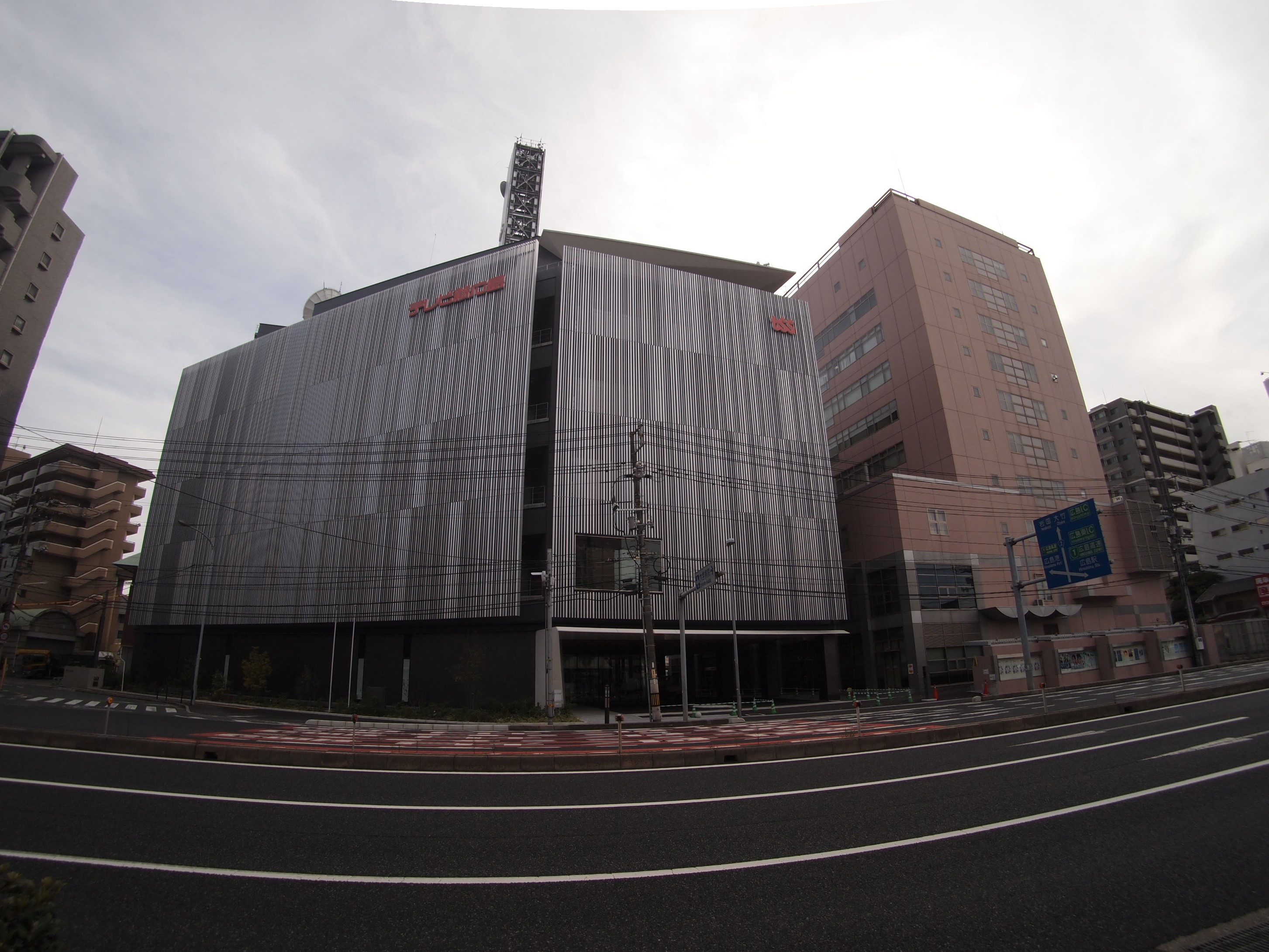
FNNの在広基幹局：テレビ新広島（広島県広島市南区出汐）
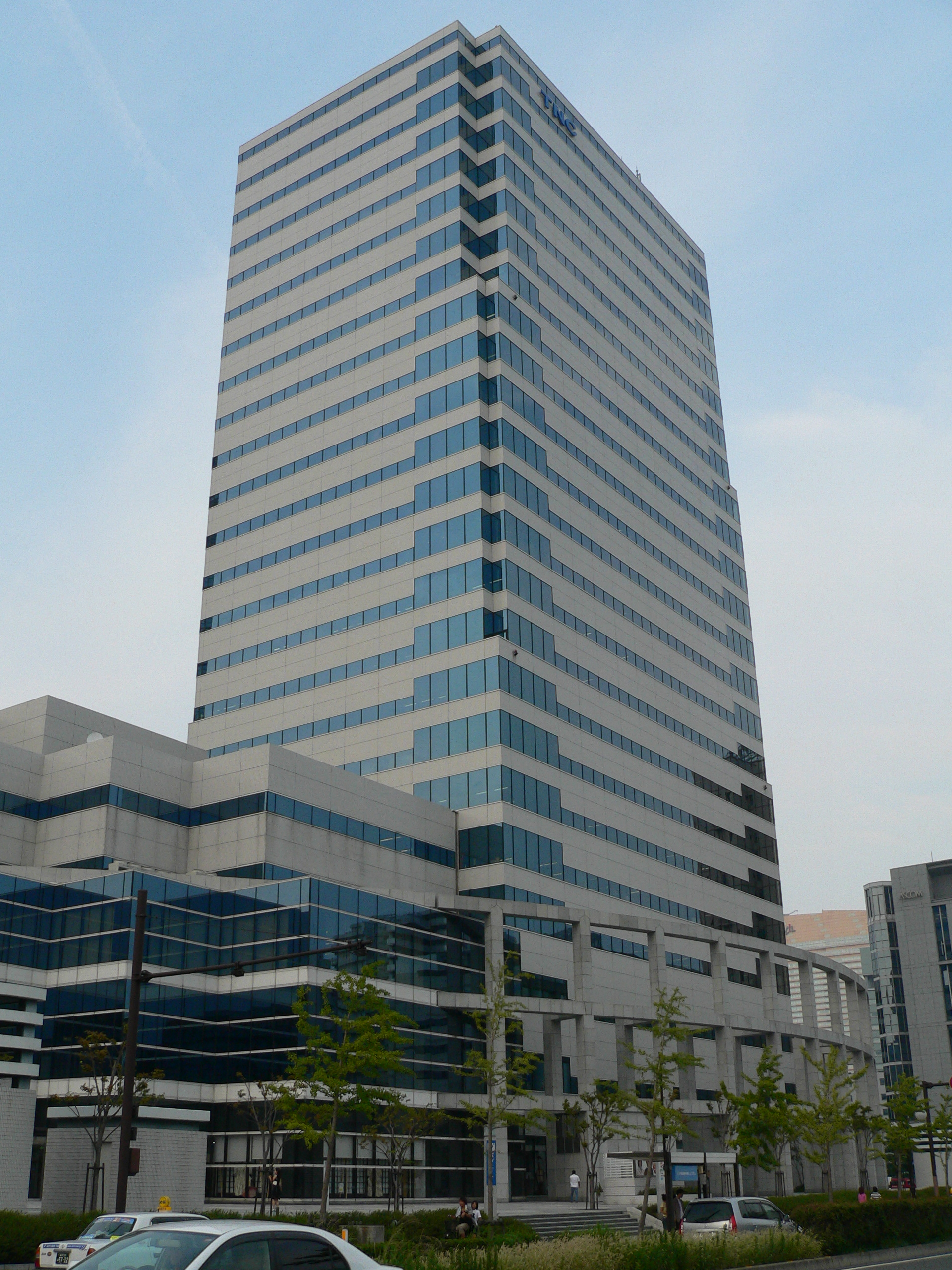
FNNの在福基幹局：テレビ西日本（福岡県福岡市早良区百道浜、TNC放送会館）

## 海外支局
2021年7月現在。海外支局は名目上、全支局フジテレビが開設していることになっているが、実際はフジテレビジョンを中心に関西テレビ放送、東海テレビ放送、テレビ静岡、テレビ西日本など基幹局が設置し、ネットワーク基金（「FNN基金」）などを用いて系列各局で開設・運営を分担している。
記者の派遣は、実際の開設局以外からも行われている。開設局が地方局の場合でも、特派員はフジテレビに出向せず、出身局社員の肩書のままで活動する。名刺を使用する場合はFNNのロゴと出身局名を併記した特注の物を出身局が用意する。
| 地域               | 海外支局名            | 設置・運営系列局 | 備考                                                                                              |
| ------------------ | --------------------- | ---------------- | ------------------------------------------------------------------------------------------------- |
| アメリカ合衆国     | FNNニューヨーク支局   | フジテレビ       | テレビ新広島からも記者を派遣。                                                                    |
| アメリカ合衆国     | FNNワシントン支局     | フジテレビ       |                                                                                                   |
| アメリカ合衆国     | FNNロサンゼルス支局   | フジテレビ       | 当初は仙台放送が開設・運営していた。現在はフジテレビの直接運営。                                  |
| ヨーロッパ・旧ソ連 | FNNロンドン支局       | フジテレビ       | 当初はテレビ静岡が開設・運営していた。現在はフジテレビの直接運営。                                |
| ヨーロッパ・旧ソ連 | FNNパリ支局           | フジテレビ       | 関西テレビからも記者を派遣。 当初は関西テレビが開設・運営していた。現在はフジテレビの直接運営。   |
| ヨーロッパ・旧ソ連 | FNNモスクワ支局       | フジテレビ       | 北海道文化放送からも記者を派遣。                                                                  |
| ヨーロッパ・旧ソ連 | FNNイスタンブール支局 | フジテレビ       |                                                                                                   |
| アジア・アフリカ   | FNN北京支局           | 東海テレビ       |                                                                                                   |
| アジア・アフリカ   | FNN上海支局           | 関西テレビ       |                                                                                                   |
| アジア・アフリカ   | FNNソウル支局         | フジテレビ       | ソウル麻浦区デジタルメディアシティの韓国MBC本社内に設置。仙台放送・テレビ西日本からも記者を派遣。 |
| アジア・アフリカ   | FNNバンコク支局       | テレビ静岡       | フジテレビからも記者を派遣。                                                                      |

### 過去の海外支局
- FNNベルリン支局　※フジテレビが2000年に開設・運営していた(現在[いつ?]は、事務所を設置)。関西テレビからも記者を派遣。
- FNNクアラルンプール支局　※フジテレビが2000年に開設し、2010年3月に閉鎖。関西テレビからも記者を派遣。
- FNNサイゴン支局　※フジテレビが開設・運営していた。1975年に閉鎖。
- FNNカイロ支局　※フジテレビが1981年に開設・運営していた。
- FNNマニラ支局　※フジテレビが1988年に開設、2002年に閉鎖。
- FNNローマ支局　※関西テレビが1980年に開設、2000年に閉鎖。
- FNNシンガポール支局　※関西テレビが1981年に開設、2001年に閉鎖。
- FNNジュネーブ支局　※関西テレビが1982年に開設、2000年に閉鎖。
- FNNウィーン支局　※東海テレビが1991年に開設、1997年に閉鎖。
- FNNジャカルタ支局　※東海テレビが1997年に開設、2003年に閉鎖。
- FNNボン支局　※テレビ西日本が1981年に開設、1997年に閉鎖。
- FNN香港支局　※テレビ静岡が1991年4月に開設し[20]、2002年に閉鎖。
- FNNシドニー支局　※テレビ新広島が1992年に開設し[21]、2000年前半に閉鎖。
- FNNハワイ支局　※フジテレビが開設・運営していた。

## ネットニュース枠番組
随時
- FNNニュース

朝
昼
午後（平日のみ）
2023年4月以降現存せず。
夕方
 20:54 - 21:00 
2018年4月以降現存せず。一部の曜日で時間が異なる時期があった。一部の局では現在も同様の時間にローカルニュースなどを放送している場合がある。
- FNNニュース・明日の天気（1968年10月 - 1998年3月29日）
- FNNレインボー発（1998年3月30日 - 2014年3月30日）
- FNN NEWS Pick Up（2014年3月31日 - 2015年3月29日）
- こんやのニュース（2015年3月30日 - 2016年10月2日）
- ユアタイム クイック（2016年10月3日 - 2017年10月1日）
- THE NEWSα Pick（2017年10月2日 - 2018年3月31日）

最終版

## 報道特別番組
選挙、台風、地震・北朝鮮によるミサイル発射（全国瞬時警報システムによる速報）など大きな事件・事故の際には、直ちに全局応援体制が組まれ、共同取材・共同制作が始まる。昭和天皇崩御、阪神・淡路大震災、東日本大震災では特にその力を発揮した。

### 災害時の対応
前述の通り、こうした災害に対する対応および特別番組の編成に関してはフジテレビをはじめとするFNN各局では万一の災害に備え、日頃より首都直下型地震を想定した大規模な災害放送訓練が毎年実施されている。事例として2013年11月9日に関西テレビを発災局とし、南海トラフ巨大地震を想定した疑似特番を編成、系列局との連携や災害時の放送での協力体制の確認、災害時における取材手段、伝送手段などの訓練のほか、取材班と小型衛星伝送装置を搬送道路の遮断を想定した被災地の最寄り地点までヘリコプターで搬送し被害の様相を伝える訓練や、大阪府庁の新災害対策本部からの中継、報道局員による技術スタッフを同伴しない形でのミニ中継車による訓練がそれぞれ行われた。
また、関西テレビでは取材・放送対象地域内にとどまらず被災した放送局への支援や全国放送のサポートにも取り組んでおり、事例として2013年9月6日・7日にはフジテレビとの合同により東京湾で首都直下型地震が発生したことを想定した大規模な災害放送訓練を実施。内容はフジテレビが報道特別番組の放送中に津波などの災害等により同局本社が被災し送出機能を喪失したことでテレビ放送のブラックアウトが発生し放送不能となることから、関西テレビを発局とした上で全国ネットによる報道特番を継続の上、全国ネットでのCMを同局から代替送出した上で全国ネット番組を復帰するための訓練となっている。またこの訓練はフジテレビ報道センターをはじめ、湾岸スタジオ屋上からの伝送、関西テレビとフジテレビ新宿支局（東京都新宿区）による連絡のやり取りを通じた災害リポートの放送や、関西テレビ内での全国ネット・関東ローカルのタイムテーブルと放送データの作成、それを通じた必要な素材の伝送の手配のほか、実際の災害発生を意識した訓練や各地の放送局へのサポートといった施策が行われている。
さらに、災害時には前述のフジテレビ・関西テレビのほかNST新潟総合テレビ、長野放送、テレビ新広島、岡山放送、高知さんさんテレビの5局にも参加し、災害時の各局の連携をより円滑に行えるかの検証も実際された。また災害対策基本法指定公共機関の指定を報道機関で唯一受けている日本放送協会（NHK）が幹事を務める防災プロジェクトにもフジテレビがFNN代表として参画している。

### 国政選挙
開票状況を伝える特別番組を放送。
2021年10月に実施された第49回衆議院議員総選挙から朝日新聞社（朝日新聞）と共同通信社、テレビ朝日（ANN）、TBSテレビ（JNN）、テレビ東京（TXN）との6社共同で国政選挙における出口調査を実施している。
- FNN開票速報（1971年参院選、1972年衆院選）
- 唄子・啓助のおもろい選挙速報（1974年参院選）
- パンチDEセンキョ FNN開票速報（1976年衆院選）
- 決定版!!オールスターパンチDEセンキョ FNN開票速報（1977年参院選、1979年衆院選）
- 激動!ダブルDEセンキョ（1980年衆院選・参院選）
- タモリの選挙でいいとも!（1983年参院選）
- キンキンのなるほど!ザ・選挙（1983年衆院選）
- ダブルマッチ'86ニャンたって16時間ぶっつづけ・FNN開票速報（1986年衆院選・参院選）
- 参院選開票速報・選挙列島そりゃもう大さわぎ（1989年参院選）
- スーパータイム選挙スペシャル（1990年衆院選、1992年参院選、1993年衆院選）
- 激動待ったなし!! FNN参院選スペシャル（1995年参院選）
- FNN選挙特番'96 選挙の鉄人 甦れ!! 日本の政治（1996年衆院選）
- FNN選挙スペシャル 激突! 熟女軍団が斬る泣き笑いニッポン列島（1998年参院選）
- FNN総選挙スペシャル（2000年衆院選）
- 聖域なき生直撃 FNN真夏の大変革 小泉維新に骨太審判（2001年参院選）
- FNN踊る大選挙戦（2003年衆院選、2004年参院選、2010年参院選）
- FNN選挙WARS〜改革の最終審判〜（2005年衆院選）
- FNNスーパー選挙王（2007年参院選）
- FNNスーパー選挙2009 審判の日（2009年衆院選）
- FNN総選挙2012 ニッポンの決意 JAPAN'S DECISION（2012年衆院選）
- FNN参院選 真夏の決断2013（2013年参院選）
- FNN衆院選2014 THE SENKYO 〜ニッポンをしゃべり倒す!〜（2014年衆院選）
- FNN参院選 みんなの選挙2016（2016年参院選）
- FNN選挙特番 ニッポンの決断!2017（2017年衆院選）
- Live選挙サンデー（2019年参院選、2021年衆院選、2022年参院選、2024年衆院選、2025年参院選）

### ニュース速報・地震・津波・気象・台風
震度3以上を観測した揺れをはじめとする速報については、ニュース速報（フジテレビでの画面表示では「FNN地震情報」「FNN津波情報」「FNNニュース速報」「特別警報」「【○○五輪速報】」等となる。上下に横線あり）の形式で伝え、場合によっては市町村別震度も伝える（震度は色分けで表示）。
規模が大きな地震については、長時間にわたって伝える。地震に伴う津波に関しても同様の措置をとる。特に大きい津波が襲来する恐れのある地震の時（について）は、FNN津波情報（緊急地震速報）のテロップが流れる。緊急地震速報や大津波警報、津波警報、津波注意報の地図テロップは、地上波（関東ローカル）・BS・CS全波で同時に表示される。ただし、緊急地震速報は関東地方で強い揺れが予測されない場合はBS・CSのみで表示となる。緊急地震速報のチャイム音は地上波（関東ローカル）・BS・CS全波共通でNHKと同じチャイム音を2回鳴らしている。生放送のニュース番組放送中に緊急地震速報が発表された場合は原則として番組内のテロップで「緊急地震速報発令中」と表示される。
なお、FNN速報テロップの表示は2023年4月現在、関東ローカル地上波（フジテレビ）の他、BSフジ、CS放送のフジテレビONE・TWO・NEXT等の全てにおいて、文字フォントが平成角ゴシック体であり、速報チャイムにおいては、「ポロロロローン…ポロロロローン…」というような独特の音色が使用されている（ただし、CSではニュース・地震を問わず速報チャイムは鳴らしていない）。これはフジテレビの送出マスターが地上波・BS・CSの統合型である為。自局運営（委託分を含む）による地上波・衛星波の全てのチャンネルで速報テロップ表示を行っているのはNHK（緊急地震速報、地震情報のみ国際放送を除く全波で表示）とフジテレビのみである。
速報テロップにおいては、全国規模の状況（地震や津波の被害状況）によってはBSフジ、CS放送のフジテレビONE・TWO・NEXT等でも同時に表示されることがある。なお、フジテレビONE・TWO等では地上波・BSフジよりサイズが小さめである上、表示位置も若干下がっている（スカパー!プレミアムサービスの標準画質放送で4:3サイズに拡大して放送していることに配慮していると見られる）。
ちなみに速報チャイムに関しては、1996年3月以前は「ピピピ…ピピピ…ピピピ…」の3音のチャイムが使用されていた。1996年4月から2011年4月20日までの間は「ポーン ポーン」（デジタル放送受信機の音とほぼ同じ、低音で）の2音のチャイムであった。2010年夏よりNHK・民放共通で使用されているデジタル放送受信機内蔵音における緊急地震速報のチャイム（地上デジタルのみ）と紛らわしいという声があった為、2011年4月21日からは現在の速報チャイムに切り替わっている。
気象情報、氾濫危険情報のテロップの時は、かつてはチャイムは鳴らないままテロップだけが表示されていたが、2021年6月に気象庁が顕著な大雨に関する情報を開始して以降はチャイムを鳴らしている。
台風時は、各局で編成されるため、すべての系列局に向けた特別番組の放送は滅多にしない。また、通常のニュース・情報番組のなかで、番組の多くを台風情報に充てている。